# Precious Thing
Pour les articles homonymes, voir Precious.
Clip vidéo
[vidéo] « Precious Thing - Ray Charles & Dee Dee Bridgewater (clip) », sur YouTube
Precious Thing ou Till the Next Somewhere (chose précieuse, en anglais) est une chanson d'amour, composée par Pierre Papadiamandis, avec des paroles de Ronnie Bird, enregistrée en single en 1989 chez Polydor, par le duo américain Dee Dee Bridgewater & Ray Charles, extrait de l'album Victim of Love (en) de Dee Dee Bridgewater,, un des plus importants succès international de leurs carrières

## Historique

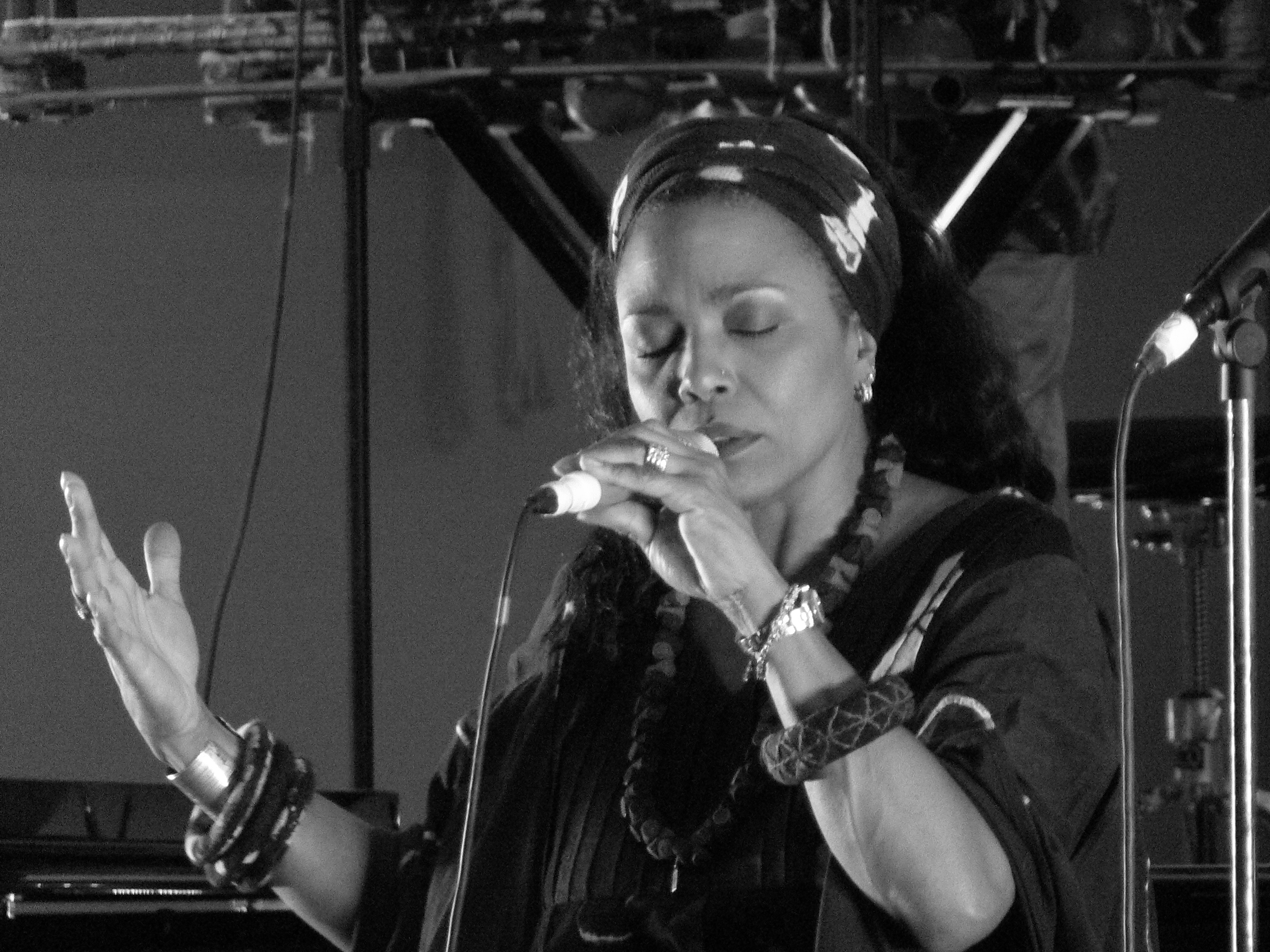
Dee Dee Bridgewater en 2007

Ce tube des années 1990 sur le thème des « sentiments amoureux » est un des derniers importants succès international de la star américaine Ray Charles (alors âgé de 68 ans) interprété en duo avec la chanteuse américaine Dee Dee Bridgewater « Mais c'est plus, bien plus qu'un simple flirt, Whoa, précieuse chose, tu sais que notre amour est une chose merveilleuse, Hey Ray, bébé, tu me donnes le vertige en chuchotant dans mon oreille, mais tu es comme moi, tu sais que la route serait ta maison, chérie, pense à moi quand tu erres... ».
Ce succès international est 19e meilleur vente du Top 50 français de l'époque (présent durant 14 semaines, de août à novembre 1989). Il est publié dans de nombreuses compilations, et interprété avec succès en duo par Ray Charles et Dee Dee Bridgewater dans de nombreux concerts et émissions de télévision internationales des années 1990,. 

## Clip

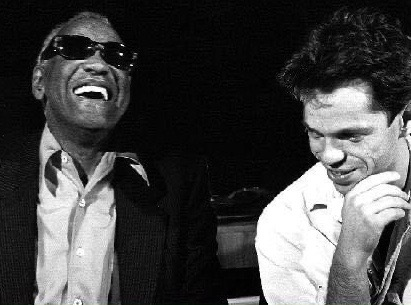
Ray Charles et Steve Forward, durant l’enregistrement au studio Guillaume Tell de Paris en 1989

Le single et le clip sont enregistrés et tournés au célèbre studio Guillaume Tell de Suresnes, près de Paris, avec le réalisateur Steve Forward.

## Single
- Face A : Precious Thing
- Face B : Sunset & Blue

## Album
- 1989 : Victim of Love (en) (victime de l'amour) de Dee Dee Bridgewater